# تل عين سعودة
تل عين سعودة هو تل أثري من العصر الحجري الحديث ، على بعد حوالي 2 كيلومتر (1.2 ميل) جنوب تل نبع الليطاني ، لبنان .
إنه موقع بجوار عينين ونهر الليطاني . تشمل المواد المستعادة أحجار مثل رؤوس الأسهم المتشابكة وشفرات المنجل والكاشطات والفأس . اشتمل الفخار على أوعية مسطحة القاع ، وأواني وأوعية على شكل كرة أرضية. كانت هذه مصقولة ومطلية ومغسولة باللون الأحمر مع بعض الزخارف المحفورة. كانت هذه الاكتشافات مماثلة لتلك الموجودة في تل عين نفخ ومواقع أخرى في وادي البقاع مع تأريخ لاحق من العصر الحجري الحديث ومستوطنات تمتد إلى العصر البرونزي والفترات الكلاسيكية.